# 戴洛伊
戴洛伊（英文：Dalroy）是一個位於加拿大亞伯達省洛磯維尤縣的一個農莊。戴洛伊名稱源自於兩位首先在此建置的商人戴爾（Dill）和 麥艾洛伊（McElroy）兩個名字的組合。

## 資料來源
1. 1 2  . Statistics Canada. February 9, 2022  [February 10, 2022].